# باولو (لاعب كرة قدم مواليد 1983)
باولو (بالبرتغالية: Paulinho Piracicaba‏) هو لاعب كرة قدم برازيلي في مركز الهجوم، ولد في 16 يناير 1983 في بيراسيكابا في البرازيل. شارك مع منتخب هونغ كونغ لكرة القدم. أما مع النوادي، فقد لعب مع نادي سيتيزن ونادي كيتشي.

## وصلات خارجية
- باولو (لاعب كرة قدم مواليد 1983) على موقع قاعدة بيانات كرة القدم.إي يو (الإنجليزية)
- باولو (لاعب كرة قدم مواليد 1983) على موقع ناشيونال فوتبول تيمز (الإنجليزية)
- باولو (لاعب كرة قدم مواليد 1983) على موقع Soccerway.com (الإنجليزية)